# 797e escadron aéronaval
Le 797e escadron aéronaval (797 EAN) est un escadron aéronaval de la Fleet Air Arm de la Royal Navy. L'escadron est créé le 24 juin 1942 et dissous le 24 octobre 1945.